# Receptor D1 de dopamina
O receptor de dopamina D1, também conhecido como D1R, é uma proteína que, em seres humanos é codificada pelo gene DRD1. Funciona como um receptor acoplado à proteína G.